# Lotus 63

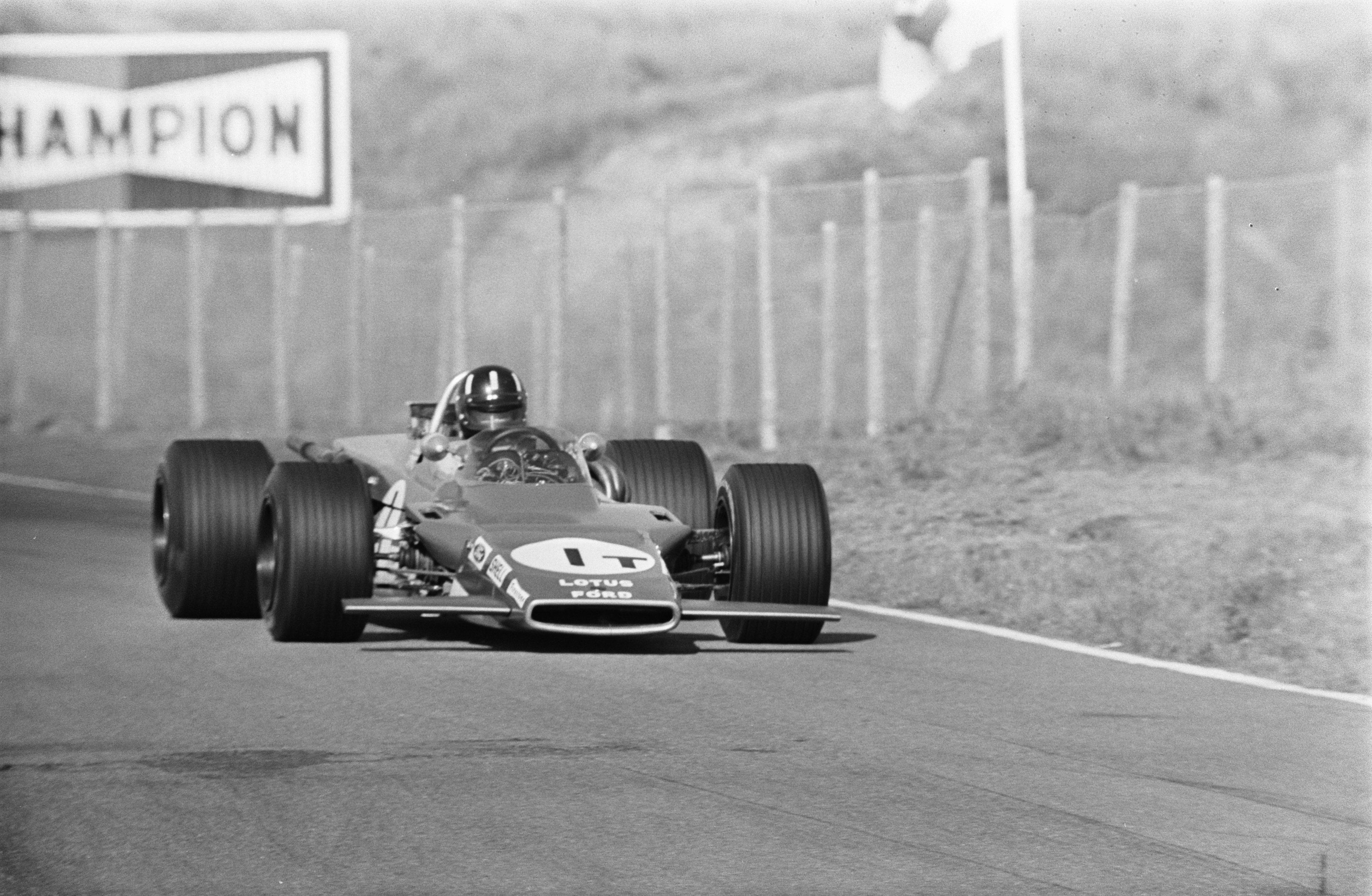
Graham Hill al GP d'Olanda 1969

La Lotus 63 è una monoposto di Formula 1 progettata da Colin Chapman e Maurice Philippe e realizzata dalla scuderia britannica Lotus per partecipare al campionato mondiale di Formula 1 1969. L'idea dietro al progetto di Chapman era che una vettura con il motore da tre litri, introdotto nel 1966, poteva trarre il massimo vantaggio dalla sua potenza solo se manteneva la semplicità costruttiva della Lotus 49.

## Descrizione
Come per la Lotus 56, costruita per la Indianapolis 500 e in seguito alla Formula 1, il telaio della Lotus 63 era progettato attorno al sistema di trazione integrale. L'utilizzo della trazione integrale sulle Formula 1 risaliva alla Ferguson P99, ma questo sistema non si dimostrò utile,  tanto che fu solo la Matra MS84 l'unica vettura dotata di trazione integrale ad ottenere dei punti con il pilota Johnny Servoz-Gavin mentre né la Lotus né la McLaren con la M9A anch'essa a quattro ruote motrici, ottennero risultati di rilievo. La 63 era una evoluzione della 49, ma aveva la parte posteriore della carrozzeria molto angolata e un'ala integrata, che verrà poi usata sulla Lotus 72 per generare deportanza.

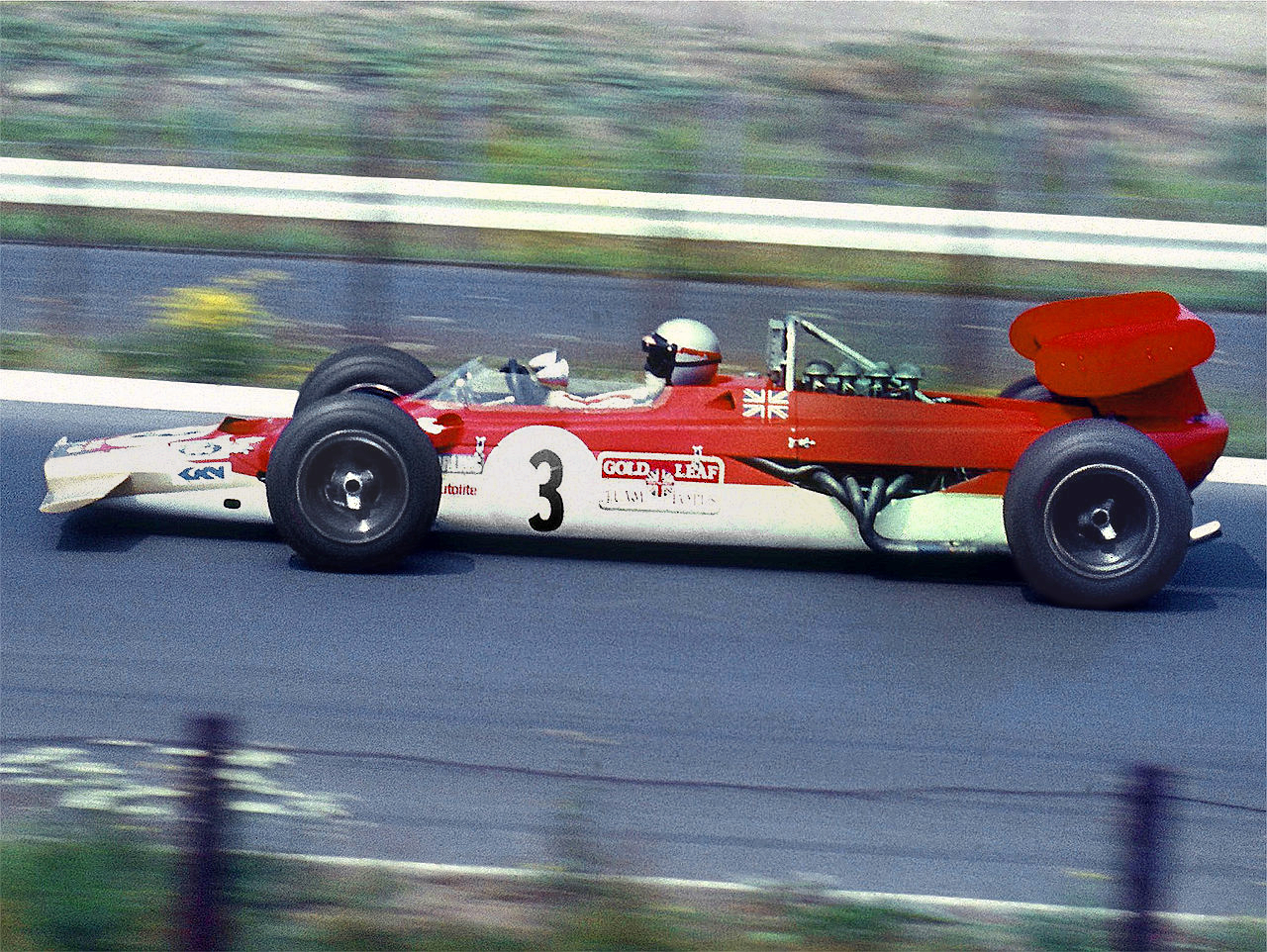
Mario Andretti su una Lotus 63 al GP di Germania 1969

Fu il terzo pilota della Lotus, John Miles, a sviluppare la vettura e furono Graham Hill e Jochen Rindt ad utilizzarla nelle prime gare della stagione del 1969. La vettura si dimostrò difficile da guidare e da regolare e il sistema a quattro ruote motrici si rivelò particolarmente problematico. Dopo una sola prova Hill rifiutò di guidare la vettura definendola una trappola mortale così come fece Rindt che concordò con Hill dopo aver portato la 63 al suo migliore risultato, il secondo posto nella Gold Cup (una gara non valida per il campionato di F1 che si correva a Oulton Park). Questo fece infuriare Chapman che vedeva la 63 come un'auto che possedeva un certo vantaggio sulle rivali. Come prima prova la vettura partecipò al Gran Premio di Gran Bretagna del 1969, dove Rindt con la vecchia 49 giunse quarto mentre Miles si piazzò con la 63 solo al decimo posto confermando. Dopo varie modifiche e affinamenti senza risultati, la 63 venne abbandonata ma varie componenti del suo telaio furono utilizzate per la Lotus 72 che debuttò nel 1970.
Nel 1971 venne presentata la Lotus 56B dotata nuovamente della trazione integrale.